# 元気です!
『元気です!』（げんきです）は、1980年10月6日から1981年4月3日まで、TBSの『ポーラテレビ小説』枠にて放送されたテレビドラマ。

## あらすじ
明治7年、廃藩置県や征韓論を背景に土佐の不平士族が岩倉具視を襲撃した。暗殺に失敗した一味は逃走し負傷者を医者の家に運んだ。精庵医師に手当を強要し夫婦共々、殺害する。この家の息子、信吾は反撃し一味の一人を射殺した。信吾と妹あやは逃亡を決意する。この家の使用人で聾唖の海之助の故郷、土佐に向かう一行。土佐に着くや信吾は官憲に捕らえられる。失意のあやであったが漁師の中森茂造はあやを励ますのだった。
茂造には良作という息子がいて、たまに村に戻ってくるが彼には秘密がありそうだった。茂造の鰹節作りを手伝うあや、良作はそんなあやを愛するようになり、二人はやがて結ばれる。良作は仕事に精を出すが彼は政治運動に加担しているらしかった。茂造は病に倒れ帰らぬ人になる。
平穏な暮らしもつかの間、警察の追及は良作のもとに伸びてくる。あやたちは山奥の紙漉きの小屋に逃れる。仕事のかたわら子供たちに読み書きを教え始める。だが良作は東京から追ってきた刑事に見つかってしまい山中に逃れるが絶命する。一人になったあやは尼寺の蓮照を頼り色々と相談するが、その人こそあやの実の母親だった。

## 出演
- 井沢あや - 宮崎美子
- 井沢信吾 - 石田純一
- 井沢精庵 - 仲谷昇
- 井沢杉 - 柳川慶子
- 大村海之助 - 伊藤敏八
- 中森茂造 - 伴淳三郎
- 中森良作 - 小倉一郎
- 中森千恵 - 吉田忍
- 中森源太 - 三輪禎夫
- 中森苗 - 柿崎澄子
- 長浜十郎 - 山谷初男
- 長浜ハナ - 五十嵐めぐみ
- 長浜梅 - 星清子
- 長浜嘉平 - 塩屋智章
- 島田寅次郎 - 小野武彦
- キク - 原知佐子
- 水上蓮照 - 河内桃子
- 伊野山仙 - 今井和子
- 伊野山勘三 - 垂水悟郎
- 伊野山くみ - 原日出子
- とめ - 菅井きん
- 寺本善治 - 草野大悟
- いくの - 亀井光代
- 弥一 - 熊谷誠二
- 精造 - 青柳武志
- 大河内長吉 - 織本順吉

## スタッフ
- 脚本 - 畑嶺明
- 制作 - 村上瑛二郎
- プロデュース - 山泉脩
- 演出 - 近藤邦勝、田沢正稔、東条毅、八木康夫
- 音楽 - すぎやまこういち
- 主題歌 - 吉田拓郎『元気です』

## その他
- 宮崎美子は1980年1月、熊本大学在学中に「週刊朝日」の表紙（篠山紀信撮影）に登場。次に篠山からCM出演依頼があり春休み期間中にサイパンで撮影を行った。それがミノルタのCMであり大反響となった。プロのモデルとは違った素朴な雰囲気やぽっちゃり体形が新鮮なインパクトを与えた。斉藤哲夫のCM曲は宮崎のジャケ写を使い、ミノルタの「X-7」はベストセラーとなった。新人女優を起用するのが恒例となっていたポーラテレビ小説は宮崎に注目、彼女を口説き落とすためディレクターが熊本に何度も足を運んだ[注 1]。一連の交渉はミノルタに話を通さず行われたため、あとになってミノルタからクレームがついたという。宮崎のドラマデビューは大きな注目を集めマスコミ取材200社、スポーツ紙にも取り上げられるなど異例づくめであった。ドラマと連動する形で写真集（富士見書房）が発売された。
- 音楽はすぎやまこういちが担当。NHK交響楽団から徳永二男、堀正文を迎えクラシカルな弦楽曲で統一した。ドラマ音楽としては異例なレコード発売となった。主題歌は吉田拓郎がドラマのために新曲を書き下ろした。
- 主演を宮﨑と争う形となったものの結果として敗れ、宮崎のライバル的な役柄で出演した原日出子は、翌1981年に連続テレビ小説「本日も晴天なり」の主演に抜擢されブレイクする。